# Chalastinus recticornis
Chalastinus recticornis là một loài bọ cánh cứng trong họ Cerambycidae.